# Calacadia dentifera
Calacadia dentifera är en spindelart som först beskrevs av Albert Tullgren 1902.  Calacadia dentifera ingår i släktet Calacadia och familjen Amphinectidae. Inga underarter finns listade.